# Auf der Ebene
Auf der Ebene ist ein 624,2 m ü. NHN hoher, bewaldeter und langgestreckter Berg der Weißenburger Alb, eines Teils des Mittelgebirges Fränkische Alb. Er liegt bei Weißenburg in Bayern im mittelfränkischen Landkreis Weißenburg-Gunzenhausen (Bayern). Auf der Ebene gehört zu den höchsten Erhebungen der Fränkischen Alb und ist nach dem Laubbichel und dem Steinberg und vor dem Wülzburger Berg der dritthöchste Berg der Weißenburger Alb und eine der höchsten Bergkuppen im Osten des Landkreises. Die nördlichste Nebenkuppe des Berges ist im Volksmund als Ludwigshöhe bekannt.

## Geographie

### Lage
Auf der Ebene erhebt sich im Naturpark Altmühltal entlang des Albtraufs inmitten des Weißenburger Stadtwaldes. Sein Gipfel liegt 3 km südlich der Weißenburger Altstadt. Nördlich bis westlich des Berges befinden sich Weißenburger Industriegebiete. Auf und am Südwesthang liegen die Einöden Stadelhof und Markhof. Jenseits davon befindet sich Dettenheim, südöstlich Haardt. Im Nordosten fällt der Berg zu den Siedlungen Aumühle und Sommerkeller ab. Im Norden reicht er bis an die Neubau-Siedlung Schönau, wo sich an der Ludwigshöhe das Bergwaldtheater Weißenburg befindet. Sie liegen alle im Stadtgebiet von Weißenburg.
Der Berg weist eine namensgebende, langgestreckte Hochfläche auf. Auf seinem Gipfel liegt ein trigonometrischer Punkt (⊙) auf 624,2 m Höhe. Der Berg erstreckt sich langgezogen zunächst in Nord-Süd-Richtung und knickt im Norden in Richtung Osten ab. Während im Westen das Gelände um etwas mehr als 200 m in das Tal der Schwäbischen Rezat abfällt, leitet die Landschaft im Osten und Nordosten oberhalb der 500-m-Höhenlinie zu benachbarten Erhebungen über. Dazu gehören der Steinberg und der Eichelberg im Osten sowie der Laubbichel und der Wülzburger Berg im Nordosten.
Südlich des Berges verläuft die Europäische Hauptwasserscheide, die die Einzugsgebiete von Rhein und Donau voneinander trennt. Entlang seiner Westflanke fließt die Schwäbische Rezat, und südlich des Bergs entspringt deren Zufluss Kühlenbach. An der Nordostflanke entspringt der Römerbrunnen. 

### Naturschutz
Die Erhebung liegt teilweise innerhalb des Landschaftsschutzgebiets Schutzzone im Naturpark Altmühltal (CDDA-Nr. 396115; 1995 ausgewiesen; 1632,9606 km² groß).
Auf dem Westhang befindet sich das Naturdenkmal Steinbrüchlein.

### Naturräumliche Zuordnung
Auf der Ebene gehört in der naturräumlichen Haupteinheitengruppe Fränkische Alb (Nr. 08), in der Haupteinheit Südliche Frankenalb (082) und in der Untereinheit Altmühlalb (082.2) zum Naturraum Weißenburger Alb (082.26). Das Gelände fällt im Westen in die Weißenburger Bucht (110.3) und im Süden in die Treuchtlinger Pforte des Fränkischen Keuper-Lias-Lands ab.

### Nebenkuppen und Aussichtspunkte

#### Schroppenwinkel
Der Schroppenwinkel ist eine 611,4 m hohe Nebenkuppe der Erhebung. Ihr Gipfel liegt etwa 330 m nördlich des Berggipfels von Auf der Ebene. Auf dem Nordwesthang der Erhebung befindet sich auf der Ostflanke vom Tal der Schwäbischen Rezat das Naturdenkmal Steinbrüchlein.

#### Ludwigshöhe
Die Ludwigshöhe ist eine Nebenkuppe im Nordosten von Auf der Ebene am Südrand der Kernstadt von Weißenburg. Nach den Höhenlinien in topographischen Karten erreicht sie eine Höhe von etwa 565 m. Sie ist auf den meisten Kartenwerken nicht verzeichnet. Die Ludwigshöhe verdankt ihren Namen dem römisch-deutschen Kaiser Ludwig dem Baiern, der 1338 der Reichsstadt Weißenburg einen großen Teil des Waldes an dem Berg (heute Weißenburger Stadtwald) geschenkt hat.

#### Jakobsruhe
Die Jakobsruhe ist ein Aussichtspunkt nahe der Katzenleite am Rande eines Waldgebiets und südlich der Siedlung Schönau auf etwa 500 m Höhe. Von dort fällt der Blick auf die unterhalb gelegene Stadt Weißenburg. Der Name stammt von einem Bierausschank, der am 27. Mai 1832 von Johann Jakob Fleischmann dort eingerichtet wurde.

## Bauwerke und Verkehr

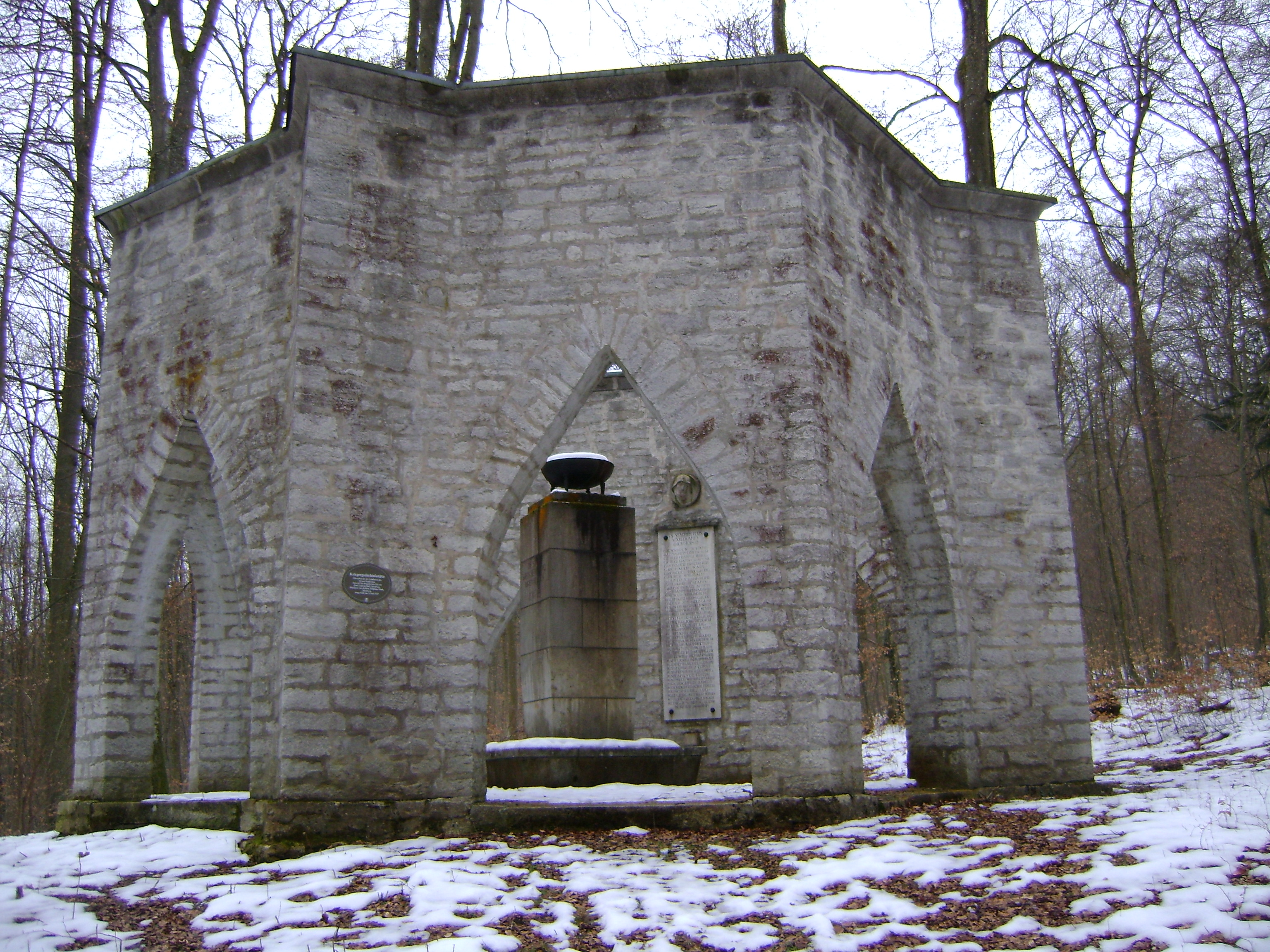
Die Kriegergedächtnisstätte im Winter

Unterhalb der Ludwigshöhe liegt das denkmalgeschützte Bergwaldtheater Weißenburg, eine 1929 nach Plänen von Bernhard Nill konzipierte Freilicht- und Naturbühne.
Östlich des Berges befindet sich die 1923 eingeweihte Kriegergedächtnisstätte Weißenburg.
Im Süden liegen Schanzen der Weißenburger Linie.
Am Berg befand sich früher ein Steinbruch. In der näheren Umgebung liegen einige Grabhügel.
Im Westen bis Norden verläuft flussabwärts im Rezattal zwischen Dettenheim und Weißenburg die Bundesstraße 2 und im Nordosten bis Osten von Weißenburg vorbei am Forsthaus Laubenthal nach Rothenstein die Bundesstraße 13. Über den Berg führen einige Waldwege und Waldstraßen, entlang des Berges mehrere Wander- und Radwanderwege, darunter der Main-Donau-Weg.